# Hitman: Agent 47
Hitman: Agent 47 is een Amerikaans-Duitse film uit 2015 onder regie van Aleksander Bach. De film is gebaseerd op de computerspelserie "Hitman".

## Verhaal
Agent 47 is een genetisch gemodificeerde huurmoordenaar. Zijn naam verwijst naar de twee laatste cijfers van de barcode, getatoeëerd op zijn achterhoofd. Hij is het resultaat van tientallen jaren onderzoek waarbij 46 prototypes voorafgegaan zijn. Zijn doelwit is een megabedrijf dat de geheimen van Agent 47 wil achterhalen om zo een superleger van moordenaars te creëren. Hij zal hierbij moeten samenwerken met Katia, een jonge vrouw. Samen moeten ze de vijand verslaan maar hierbij ontdekt hij ook meer over zijn afkomst.

## Rolverdeling
| Acteur             | Personage                 |
| ------------------ | ------------------------- |
| Rupert Friend      | Agent 47/Agent 48         |
| Hannah Ware        | Katia van Dees, Agent 90  |
| Zachary Quinto     | John Smith                |
| Ciarán Hinds       | Dr. Litvenko              |
| Thomas Kretschmann | Antoine LeClerq           |
| Angelababy         | Diana                     |
| Dan Bakkedahl      | Sanders                   |
| Emilio Rivera      | Fabian                    |
| Rolf Kanies        | Dr. Delriego/"The Hunter" |
| Jerry Hoffmann     | Franco                    |
| Jürgen Prochnow    | Tobias                    |
| Sebastian Hülk     | Garad                     |
| Mona Pirzad        | Katia's moeder            |
| Helena Pieske      | jonge Katia               |

## Productie
De hoofdrol was eerst voorzien voor Paul Walker, maar na diens dood in november 2013 moest de studio zijn plannen herzien. De film ontving overwegend negatieve kritieken van de filmcritici.